# 야마카와촌 (후쿠오카현)
야마카와촌(山川村)은 후쿠오카현 미이군에 설치되었던 촌이다. 1951년 4월 1일 고다라키촌, 아이카와촌, 야마카와촌 등 3개 촌이 구루메시에 편입합병되고 폐지되었다.